# Station Purmerend Overwhere
Station Purmerend Overwhere is een spoorwegstation aan de spoorlijn Zaandam - Enkhuizen. Het ligt 2 kilometer ten noorden van Purmerend, in de wijk Overwhere, die zijn naam dankt aan de ligging − vanuit het centrum van Purmerend gezien − aan de overkant van het riviertje de Where. 
Het station is een ontwerp van NS-architect Cees Douma. Het werd op 24 september 1971 geopend.

## Treinen
Purmerend heeft vanaf Overwhere (en overigens ook vanaf het hoofdstation en Weidevenne) enerzijds verbindingen met Zaandam, Amsterdam Sloterdijk en Schiphol en anderzijds met Hoorn. Sinds december 2008 is het niet meer mogelijk om rechtstreeks naar Amsterdam Centraal te reizen. Als men in deze richting wil reizen, kan men overstappen in Zaandam.
In de dienstregeling 2025 stopt de volgende treinserie op station Purmerend Overwhere:
| Serie | Treinsoort    | Route                                                                                                  | Bijzonderheden |
| ----- | ------------- | --- | -------------- |
| 4100  | Sprinter (NS) | Hoofddorp – Schiphol Airport – Zaandam – Purmerend – Purmerend Overwhere – Hoorn – Hoorn Kersenboogerd |                |

## Bussen
Voor station Purmerend Overwhere loopt een grote weg, de Churchilllaan. Aan deze weg is de bushalte van het station gerealiseerd, genaamd Station Overwhere. Het vervoer rond Purmerend wordt uitgevoerd door EBS in opdracht van de Vervoerregio Amsterdam. Purmerend valt dan ook onder de concessie "Zaanstreek-Waterland". De volgende buslijnen doen station Overwhere aan per 10 december 2023:
| Lijn                                                  | Route                                      |
| ----------------------------------------------------- | ------------------------------------------ |
| Vervoerder: EBS Concessiegebied: Zaanstreek-Waterland |                                            |
| 101                                                   | Ringlijn Purmerend                         |
| 102                                                   | Ringlijn Purmerend                         |
| 276                                                   | Purmerend P+R N244 - Amsterdam Holendrecht |
| 306                                                   | Purmerend M.L. Kingweg - Amsterdam Noord   |
| 413                                                   | Purmerend Tramplein - Beets N.H. Kerk      |
| N06                                                   | Purmerend M.L. Kingweg - Amsterdam CS      |

## Ontwikkeling aantal reizigers
Het aantal door NS vervoerde reizigers (per gemiddelde werkdag) ontwikkelde zich sedert 2019 als volgt:
| Jaar | Aantal reizigers |
| ---- | ---------------- |
| 2019 | 2.046            |
| 2020 | 1.179            |
| 2021 | 1.303            |
| 2022 | 1.597            |
| 2023 | 1.773            |
| 2024 | 1.858            |

## Afbeeldingen

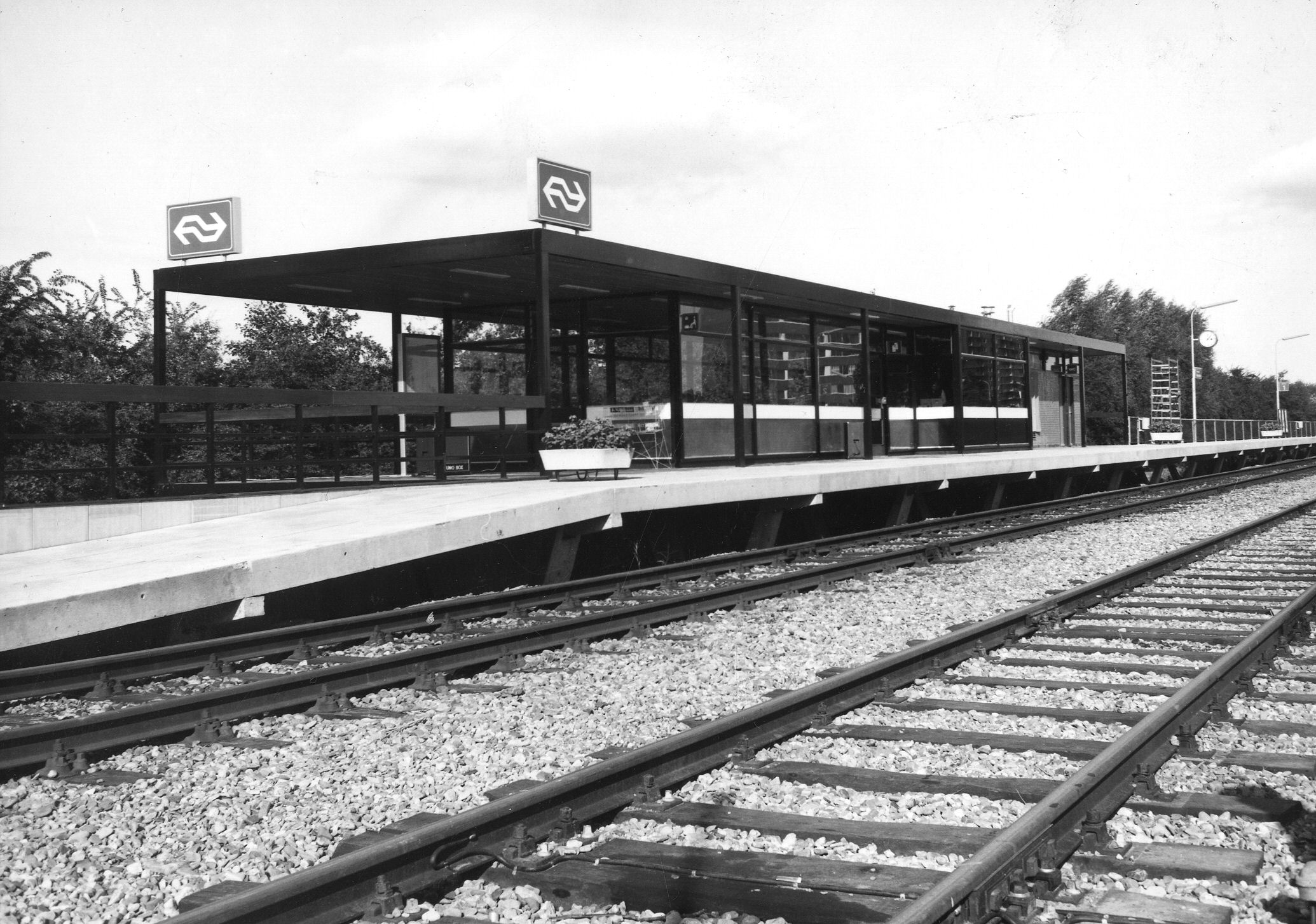
Het station in 1971
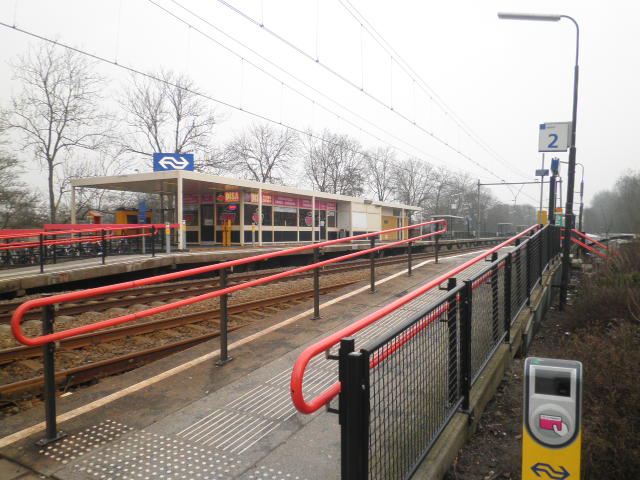
Het station in 2013
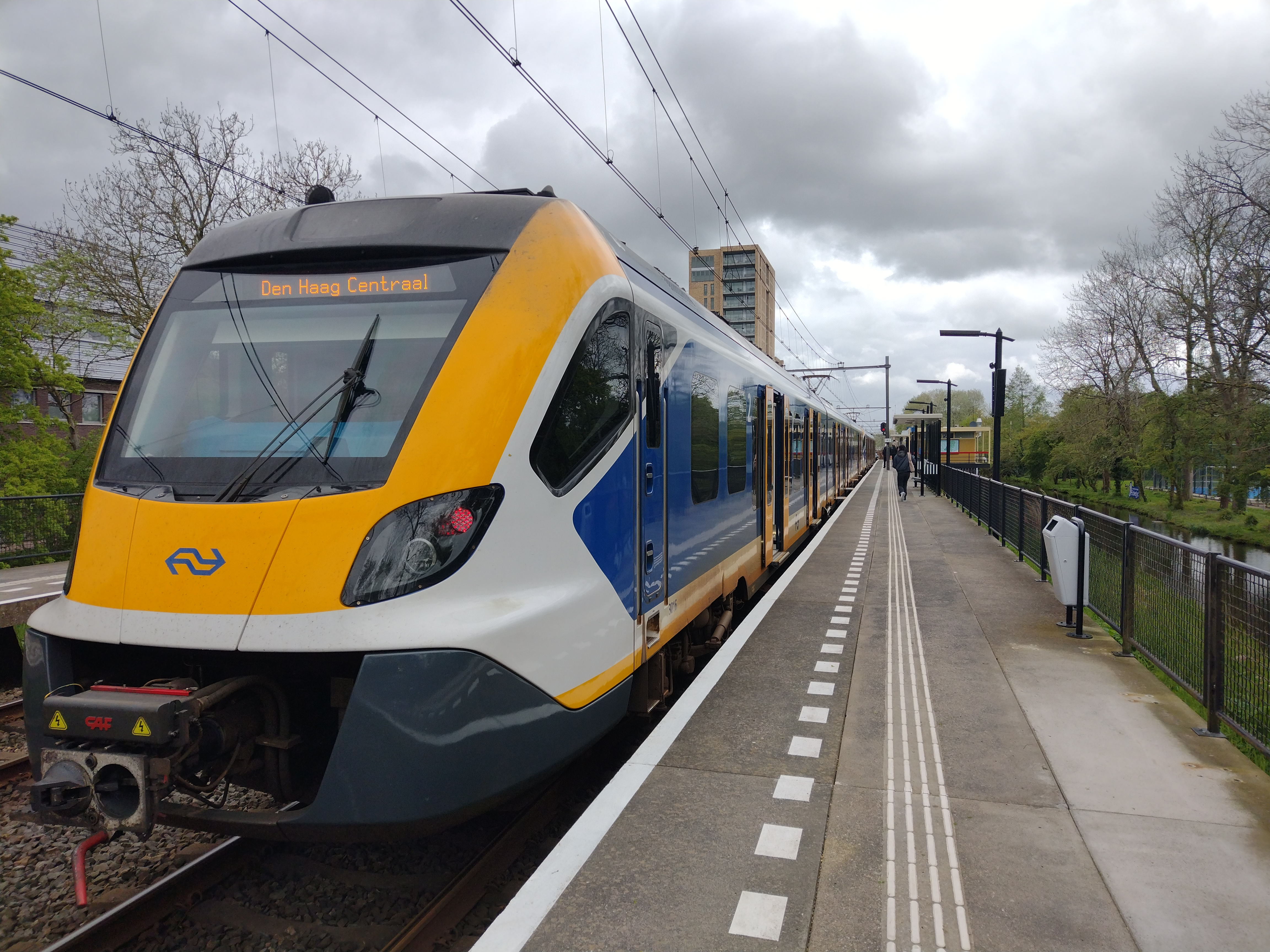
SNG op het station

0: Zaandam ·
1: Zaanbrug ·
2: Zaandam Kogerveld ·
6: Oostzaan ·
12: Purmerend Weidevenne ·
13: Purmerend ·
15: Purmerend Overwhere ·
17: Kwadijk ·
20: Middelie ·
23: Stopplaats Oosthuizen ·
25: Schardam ·
28: Avenhorn ·
32: Hoorn ·
35: Hoorn Kersenboogerd ·
37: Blokker ·
40: Westwoud ·
43: Hoogkarspel ·
45: Lutjebroek ·
46: Bovenkarspel-Grootebroek ·
48: Broekerhaven ·
48: Bovenkarspel Flora ·
50: Enkhuizen
Alkmaar ·
-Noord ·
Amsterdam:
-Amstel ·
-ArenA ·
-Bijlmer ArenA · 
-Centraal ·
-Holendrecht ·
-Lelylaan ·
-Muiderpoort ·
-RAI ·
-Science Park ·
-Sloterdijk ·
-Zuid ·
Anna Paulowna ·
Beverwijk ·
Bloemendaal ·
Bovenkarspel:
-Flora ·
-Grootebroek ·
Bussum Zuid ·
Castricum ·
Den Helder ·
-Zuid ·
Diemen ·
-Zuid ·
Driehuis ·
Duivendrecht ·
Enkhuizen ·
Haarlem ·
-Spaarnwoude ·
Halfweg-Zwanenburg ·
Heemskerk ·
Heemstede-Aerdenhout ·
Heerhugowaard ·
Heiloo ·
Hilversum ·
-Media Park ·
-Sportpark ·
Hollandsche Rading ·
Hoofddorp ·
Hoogkarspel ·
Hoorn ·
-Kersenboogerd ·
Koog aan de Zaan ·
Krommenie-Assendelft ·
Naarden-Bussum ·
Nieuw Vennep ·
Obdam ·
Overveen ·
Purmerend ·
-Overwhere ·
-Weidevenne ·
Santpoort:
-Noord ·
-Zuid ·
Schagen ·
Schiphol Airport ·
Uitgeest ·
Weesp ·
Wormerveer ·
Zaandam ·
-Kogerveld ·
Zaandijk Zaanse Schans ·
Zandvoort aan Zee
Stations van de Museumstoomtram Hoorn-Medemblik:
Tramstation Hoorn · 
Zwaag ·
Wognum-Nibbixwoud ·
Twisk ·
Opperdoes ·
Medemblik
Voormalige stations: zie de lijst van voormalige spoorwegstations in Noord-Holland